# Route nationale 848
Die Route nationale 848, kurz N 848 oder RN 848, war eine französische Nationalstraße auf Korsika, die von 1933 bis 1973 westlich von Folelli von der Nationalstraße 847 abzweigte und zur Nationalstraße 197 in Valle-di-Campoloro verlief. Ihre Länge betrug 22,5 Kilometer.